# 17438 Quasimodo
A 17438 Quasimodo (ideiglenes jelöléssel (17438) 1989 SQ4) a Naprendszer kisbolygóövében található aszteroida. Eric Walter Elst fedezte fel 1989. szeptember 26-án.